# Ferrari 312B (film)
Ferrari 312B è un film documentario del 2017 diretto da Andrea Marini, incentrato sull'omonima macchina e con la partecipazione di molti piloti dell'epoca. Il film ha esordito al cinema in Italia per poi essere distribuito in oltre 40 paesi nel Mondo. È stato poi trasmesso in prima serata sulla rete nazionale Focus e su molte altre emittenti nel mondo.

## Trama
Il Film è una storia di passione, fatica e amore per riportare al suo originario splendore questo capolavoro di ingegneria e meccanica. Il documentario racconta le fasi del restauro della macchina, voluto da Paolo Barilla, con interviste ai piloti che l'hanno guidata e al progettista Mauro Forghieri, per poi essere impiegata in un gran premio storico sul circuito di Monte Carlo. Il film è arricchito con immagini di repertorio del biennio in cui la vettura gareggiò nel Campionato Mondiale di Formula Uno (1970/71).

## Distribuzione
È uscito al cinema il 9 ottobre 2017.